# كرايغ وايتون
كرايغ وايتون (بالإنجليزية: Craig Wighton) لاعب كرة قدم اسكتلندي يلعب مع نادي دونفيرملين أتليتيك.